# Brzanokiełb
Brzanokiełb (Aulopyge huegelii) – gatunek słodkowodnej ryby z rodziny karpiowatych (Cyprinidae), jedyny przedstawiciel rodzaju Aulopyge.

## Występowanie
Bośnia i Dalmacja. Żyje gromadnie w rzekach.

## Opis
Osiąga 10–13 (maksymalnie do 20 cm długości). Ciało lekko bocznie spłaszczone. Otwór gębowy dolny, zaopatrzony w 4 krótkie wąsiki. Pierwszy promień płetwy grzbietowej ma tylną krawędź ząbkowaną. Samice mają ciało silniej wygrzbiecone niż samce oraz wyraźnie widoczny kolczasty wyrostek w płetwie odbytowej.
Ciało ma barwę srebrzystą i jest pokryte nieregularnymi, brązowoczarnymi plamkami, grzbiet jest ciemnozielonkawy, wzdłuż boków biegnie wyraźna, ciemna, owalna smuga. Na płetwach nieparzystych występują ciemne plamy.